# Drepanopterula
Drepanopterula is een geslacht van vlinders van de familie spanners (Geometridae), uit de onderfamilie Oenochrominae.

## Soorten
- D. limaria Chrétien
- D. zanoni Turati, 1919